# Öndörsirét járás
Öndörsirét járás (mongol nyelven: Өндөрширээт сум) Mongólia Központi tartományának egyik járása. Területe 2800 km². Népessége kb. 3000 fő.
Székhelye, Bajsint (Байшинт) 216 km-re fekszik Dzúnmod tartományi székhelytől és 182 km-re Ulánbátortól.